# Droga krajowa B229 (Niemcy)
Droga krajowa 229 (niem. Bundesstraße 229, B 229) – niemiecka droga krajowa przebiegająca  z zachodu na północny wschód i łączy drogę B8 w Langenfeld (Rheinland) z drogą B1 w Soest w Nadrenii Północnej-Westfalii.

## Linki zewnętrzne

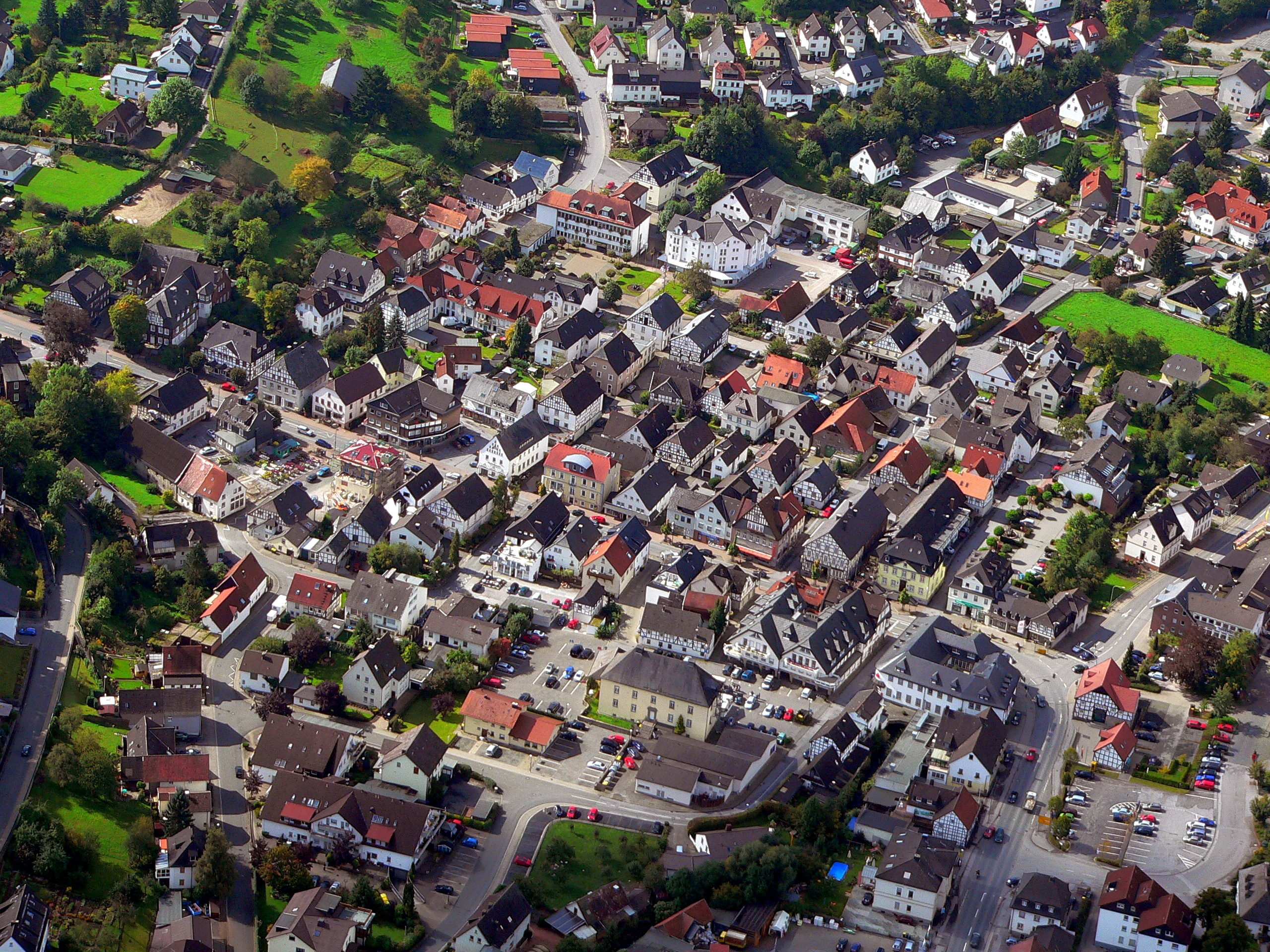
Balve na trasie B229.
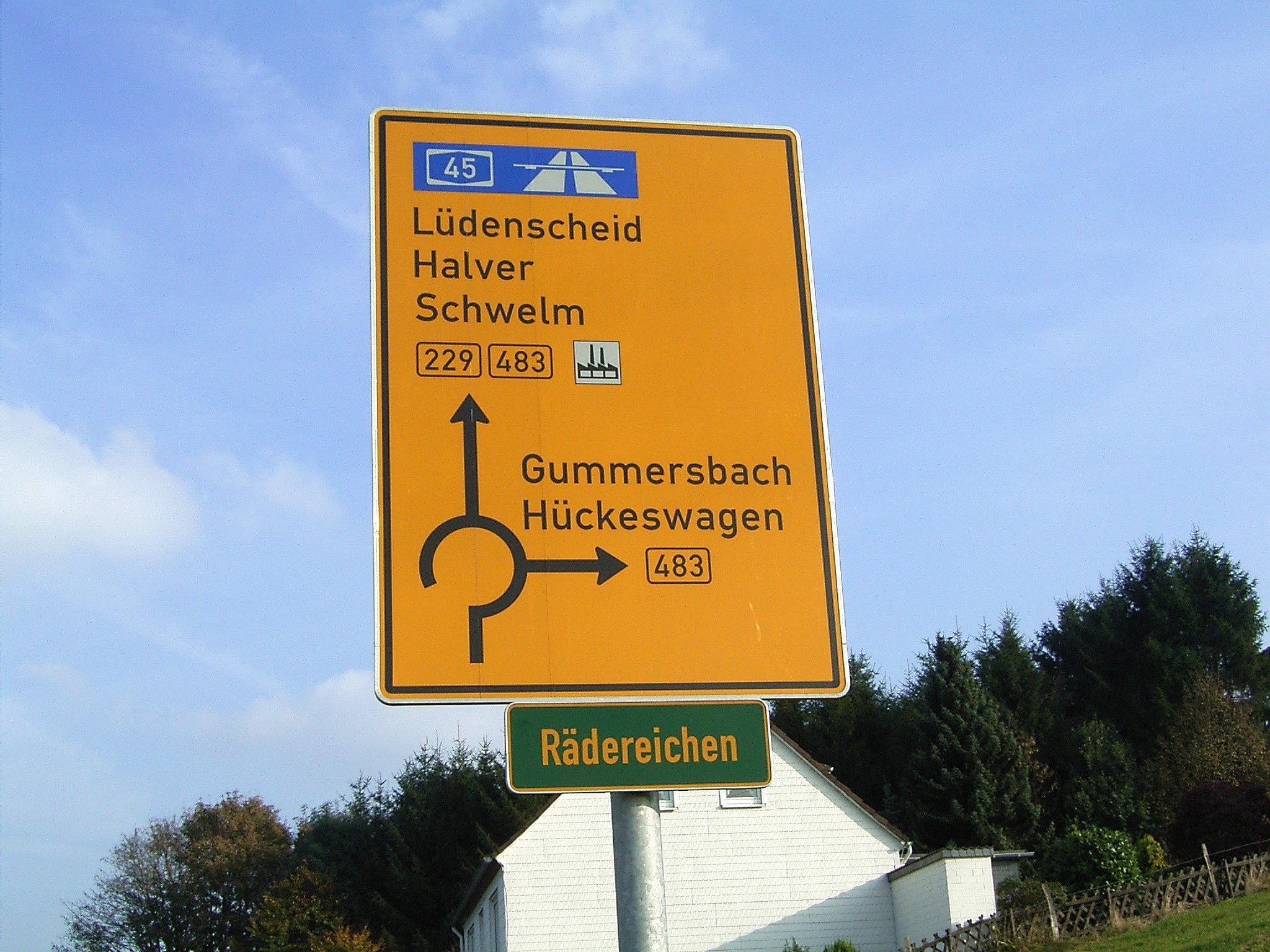
B229 w Rädereichen.